# 倭手彦
倭 手彦（やまと の てひこ、生没年不詳）は、古墳時代の豪族で倭国造の一人。姓は直。

## 出自
倭氏（倭国造家）は大和国城下郡大和郷（おおやまとごう）の豪族で、この地域は現在の奈良県天理市の南部、佐保町大和にあたる。『新撰姓氏録』「大和国神別」では「出自神知津彦命也」と記されており、『日本書紀』巻第三では椎根津彦（しいねつひこ）、『古事記』では槁根津日子（さおねつひこ）を祖とする、となっている。

## 記録
西暦562年（欽明天皇23年）、任那の官家が新羅に滅ぼされてから、欽明天皇は任那日本府の再興を悲願とするようになった。
『日本書紀』巻第十九には、新羅征討軍の大将軍、紀男麻呂（き の おまろ）と河辺瓊缶（かわべ の にえ）の物語がある。男麻呂は新羅が偽装降伏してきた時点で誘いには乗らずに進軍を止めたが、瓊缶はさらに奮戦し、新羅側が白旗をあげた意味を理解せずに、同じように白旗をあげて進んでいった。そのため、新羅側の再攻撃を受け、先鋒の軍に大損害を与えた。
瓊缶の部下として参戦していた倭国造手彦は、もはや戦況を挽回することは不可能だと判断し、戦線から離脱した。新羅の闘将（いくさのきみ）は手に矛をとって追いかけ、彼を城の溝に追い詰め、矛を投げたが、手彦は駿馬を操り、溝を乗り越えて辛うじて身を脱した。闘将はくやしがって、思わず声に出して叫んでいた。
この戦いで、新羅の闘将は瓊缶や同行していた婦女たちを捕虜にした。瓊缶は妻の甘美媛（うましひめ）を身代わりにして、解放され、生きながらえた。妻は闘将の妾にされ、その後解放されたが、瓊缶の言うことに従おうとはしなかった。
倭手彦がその後どうなったのかは、記録されていないため、不明である。
『書紀』巻第二十九によると、681年（天武天皇10年4月）、一族の倭直竜麻呂は「連」の姓を与えられ、天武天皇12年9月には、倭氏一族すべてに「連」姓が授けられた。そして、八色の姓制定により、685年（天武天皇14年6月）、国造系氏族である大倭氏（やまとうじ）は忌寸を賜姓されている。